# Новополтавка (Николаевская область)
Новополтавка (укр. Новополтавка) — село в Новобугском районе Николаевской области Украины.
Основано в 1841 году в качестве еврейской земледельческой колонии. 
Население по переписи 2001 года составляло 1115 человек. Почтовый индекс — 55642. Телефонный код — 5151. Занимает площадь 1,68 км².

## Местный совет
55642, Николаевская обл., Новобугский р-н, с. Новополтавка, ул. Мельничная, 105а, тел. 9-54-32; 9-10-81

## Уроженцы
- Белкин, Михаил Яковлевич (род. 1929) — советский материаловед[1]